# Serhij Fedorow
Serhij Władysławowycz Fedorow, ukr. Сергій Владиславович Федоров (ur. 18 lutego 1975 w Kijowie) – ukraiński piłkarz, grający na pozycji obrońcy, reprezentant Ukrainy, trener piłkarski.

## Kariera piłkarska

### Kariera klubowa
Jest wychowankiem Dynama Kijów, gdzie zaczynał w drużynie młodzieżowej Dynamo-2. W Wyszczej Liże debiutował w sezonie 1993-94 (jedyny mecz w lidze). W 1993 roku został wypożyczony do CSKA-Borysfen Kijów, a latem 1995 do CSKA Kijów. Zimą 1997 powrócił do Dynama i nieprzerwanie był piłkarzem podstawowej jedenastki. W 2008 roku nie wychodził na boisko, tak jak leczył się i miał rehabilitację. W 2009 zdecydował się opuścić Dynamo i przejść do Czornomorca Odessa. W 2010 został piłkarzem Zirki Kirowohrad.

### Kariera reprezentacyjna
W reprezentacji Ukrainy debiutował 17 listopada 1999 roku w meczu ze Słowenią, zremisowanym 1:1.
Był zawodnikiem kadry ukraińskiej na Mistrzostwa Świata 2006, jednak z niemieckiego mundialu wykluczyła go kontuzja biodra. W jego miejsce na mistrzostwa pojechał Ołeksandr Jacenko. Wcześniej występował w młodzieżowej reprezentacji Ukrainy.

## Kariera trenerska
Od 2010 pełnił również funkcje trenerskie w Zirce Kirowohrad. W sierpniu 2011 został zaproszony pomagać trenować dzieci w Szkole Piłkarskiej Dynamo Kijów.

## Sukcesy i odznaczenia

### Sukcesy klubowe
- Półfinalista Lidze Mistrzów: 1999
- Mistrz Ukrainy (6x): 1998, 1999, 2000, 2001, 2003, 2004
- Wicemistrz Ukrainy: 2002, 2005, 2006, 2008
- Zdobywca Pucharu Ukrainy: 2000, 2003, 2005, 2006
- Finalista Pucharu Ukrainy: 2002, 2008
- Zdobywca Superpucharu Ukrainy: 2004
- Zdobywca Pucharu Pierwogo Kanału: 2008

### Odznaczenia
- tytuł Zasłużonego Mistrza Sportu Ukrainy: 2005[3]
- Order „Za odwagę” III klasy: 2006[4].